# Château de Duurstede
Le château de Duurstede (en néerl. Kasteel Duurstede) est un château médiéval de la ville de Wijk bij Duurstede, dans la province néerlandaise d'Utrecht.

## Origine et développement
L'histoire du château remonte au début du XIIIe siècle lorsque le comte de Bentheim a donné en fief à la famille d'Abcoude une maison forte, située près de l'endroit où se trouvait la ville de Dorestad. En 1270, Zweder Ier d'Abcoude y a construit une tour résidentielle en briques (qui est encore debout aujourd'hui).
l'édifice est resté en possession de la famille d'Abcoude jusqu'en 1449, date à laquelle il a été vendu de force à l'évêque d'Utrecht et il est donc entré en possession du Sticht.
L'évêque David de Bourgogne, qui possédait le château entre 1459 et 1496, le fit rénover entièrement. L'ancien donjon fut entouré complètement par la construction d'une nouvelle structure défensive. La tour bourguignonne, encore visible aujourd'hui, fut aussi élevée durant cette phase de travaux. Les successeurs de David, Frédéric IV de Bade et Philippe de Bourgogne, utilisèrent également le château comme résidence.
Le dernier agrandissement majeur du château eut lieu en 1577, lorsqu'un mur de terre bastionné fut construit autour du château.

## Stagnation et déclin
Bien que le château soit encore en bon état en 1640, il est tombé en ruine durant la seconde moitié du XVIIe siècle. Une gravure de 1700 montre qu'il ne restait pas grand-chose de ce fier bâtiment d'autrefois. Cette état de décrépitude résultait de coupes budgétaires et de négligence de la part du Sticht, mais aussi des destructions dues aux troupes révolutionnaires françaises pendant l' année désastreuse de 1672, la Rampjaar.
Un malentendu historique commun est basé sur l'hypothèse que les troupes françaises auraient détruit le château de Duurstede. En fait, le château, qui ne représentait aucune menace stratégique directe, a été laissé intact par les troupes françaises. Mais en raison des lourds dégâts subis par la ville de Wijk bij Duurstede, le château, alors délabré, a servi de carrière de pierres qui ont été réutilisées pour la reconstruction de la cité.

## État actuel
Le site a été classé monument national le 16 février 1993.

### Le donjon
L'ancien donjon de Zweder d'Abcoude a assez bien résisté à l'épreuve du temps en raison de sa construction extrêmement robuste et reste un excellent exemple de tour résidentielle médiévale. Les murs ont deux mètres et demi d'épaisseur; l'entrée d'origine se trouvait au deuxième étage et était accessible par un escalier en bois qui pouvait être démoli ou brûlé en cas de besoin.

### La tour bourguignonne
L'une des tours d'angle de l'ancien château a été agrandie au XVe siècle pour devenir la tour bourguignonne qui existe encore aujourd'hui. Alors que le reste du château à la fin du Moyen Âge ressemblait davantage à un château de luxe, la tour bourguignonne était clairement un bâtiment à destination d'une fonction militaire. La tour bourguignonne contient un type rare de mâchicoulis. Avec sa hauteur de plus de quarante mètres et ses murs très épais, la tour est encore très impressionnante aujourd'hui.

### Autres bâtiments
Au début du XXe siècle, les autres vestiges de l'édifice ont été consolidés et murés jusqu'à une petite hauteur au-dessus du niveau du sol, de sorte qu'il est maintenant également possible de se faire une idée de l'étendue du château. En plus de l'ancien portail d'entrée, il y a encore des parties de mur s'élevant assez haut, appartenant au mur d'enceinte extérieur, ainsi qu'une tour d'angle.

### Le mur bastionné
Le mur bastionné est toujours présent et cet espace a été transformé en parc au XIXe siècle.

## Décors pour l'audiovisuel
Le château de Duurstede a été utilisé pour les enregistrements de plusieurs œuvres cinématographiques ou télévisuels.

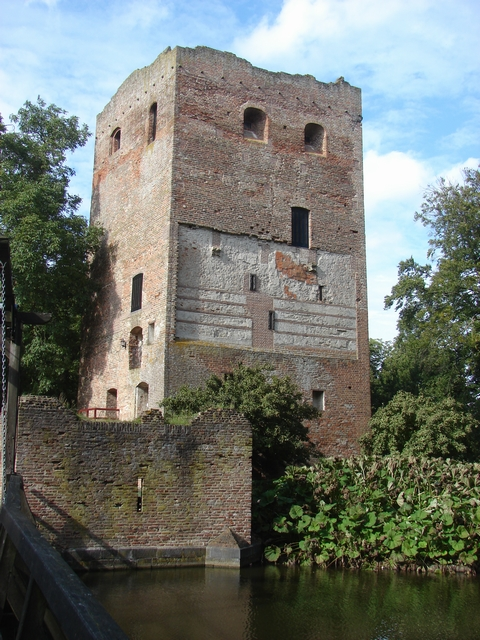
Le donjon du XIIIe siècle de Zweder d'Abcoude.
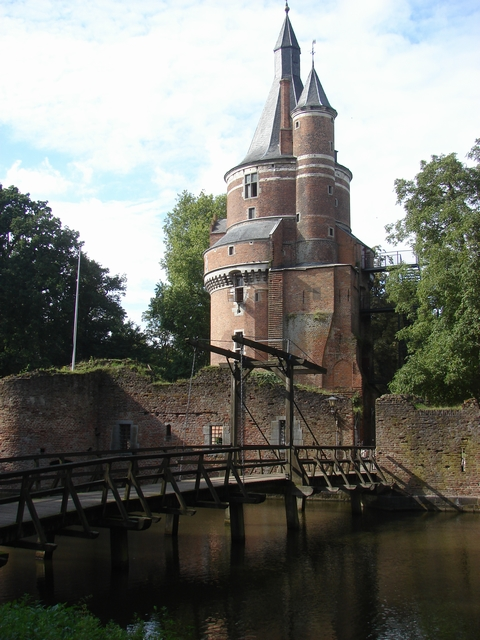
La tour bourguignonne du XVe siècle.
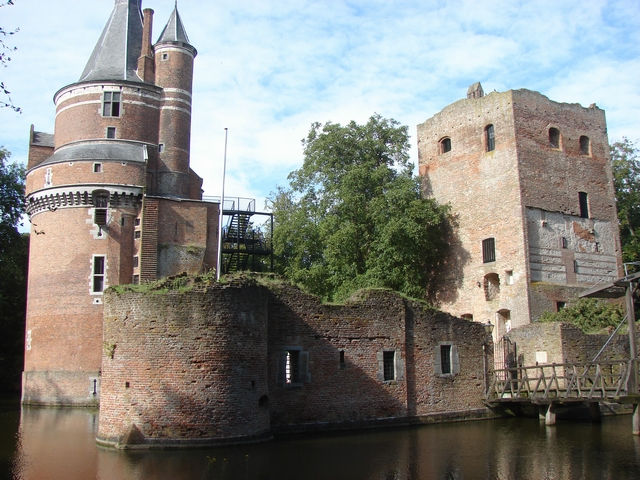
Vue d'ensemble du château.
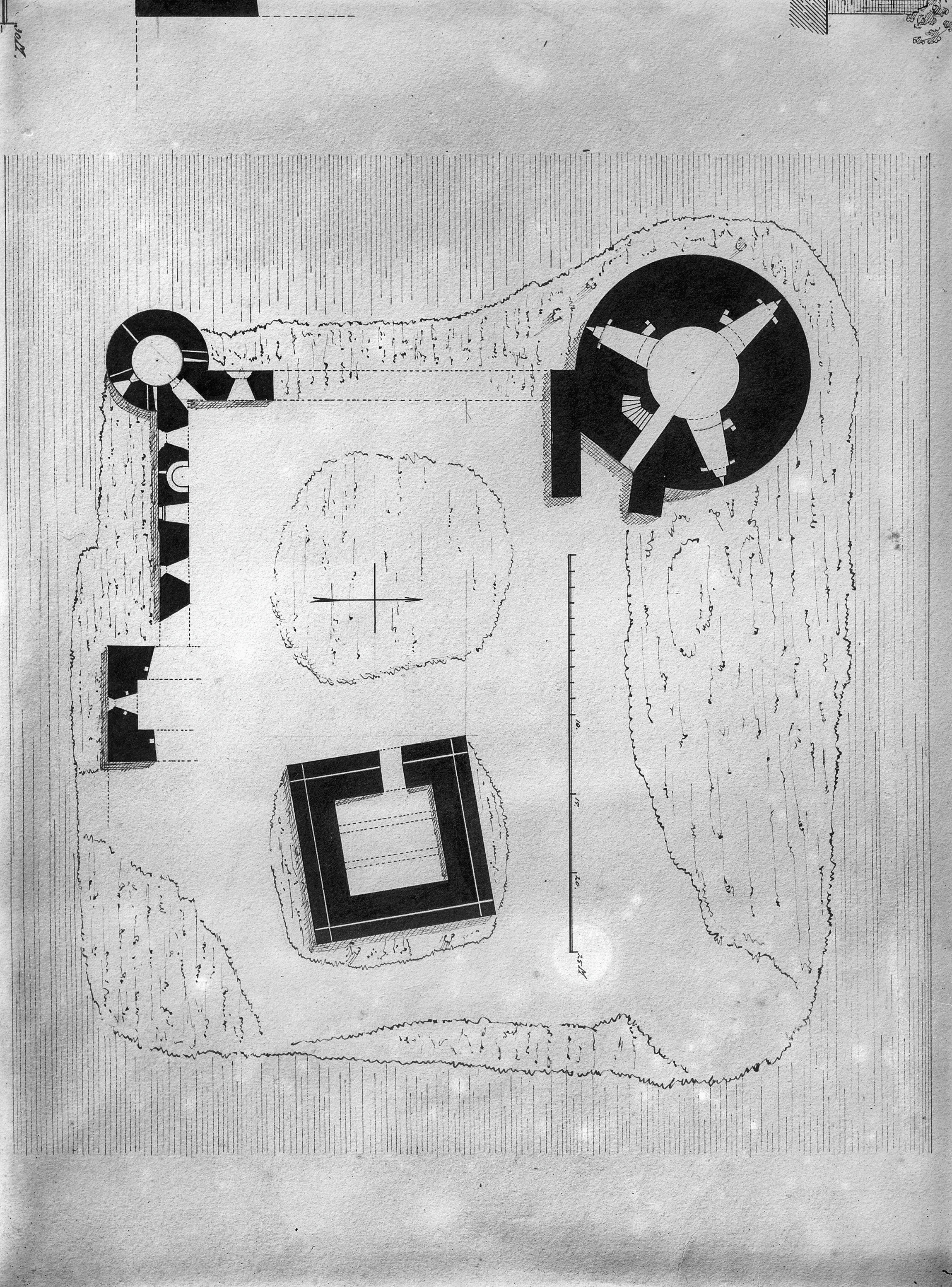
Plan du château.
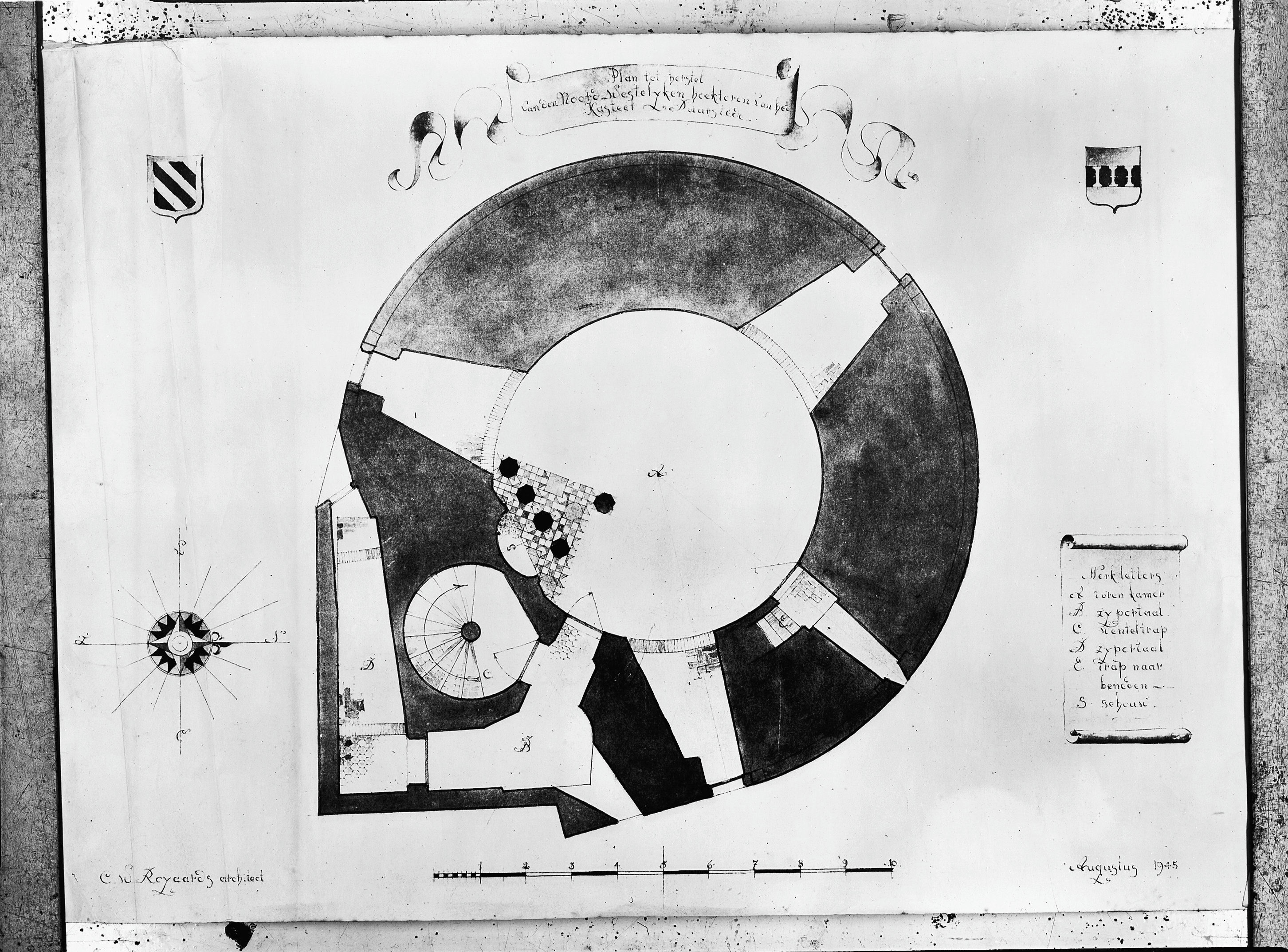
Plan de la tour d'angle du nord-ouest.
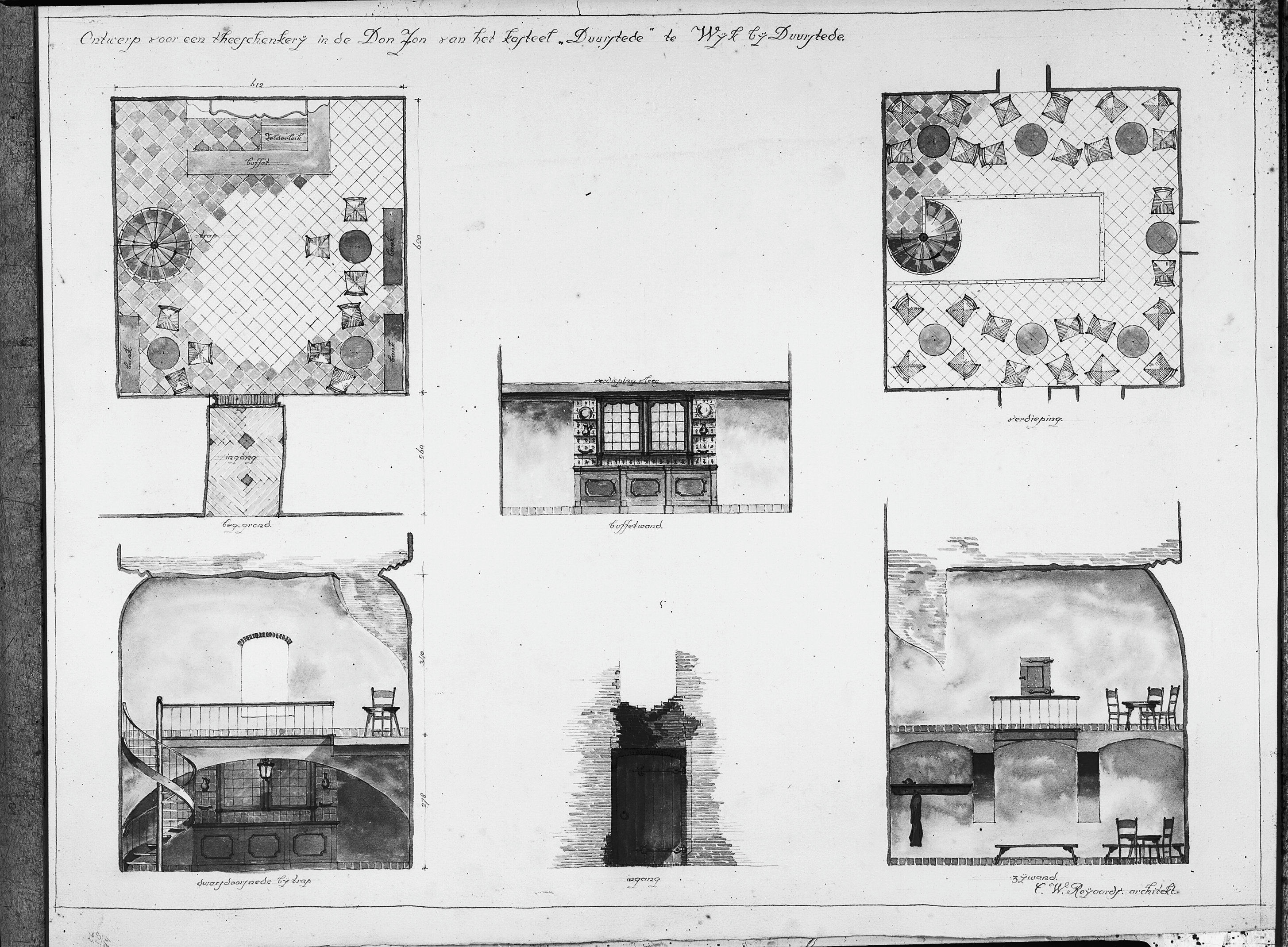
Plan du donjon.
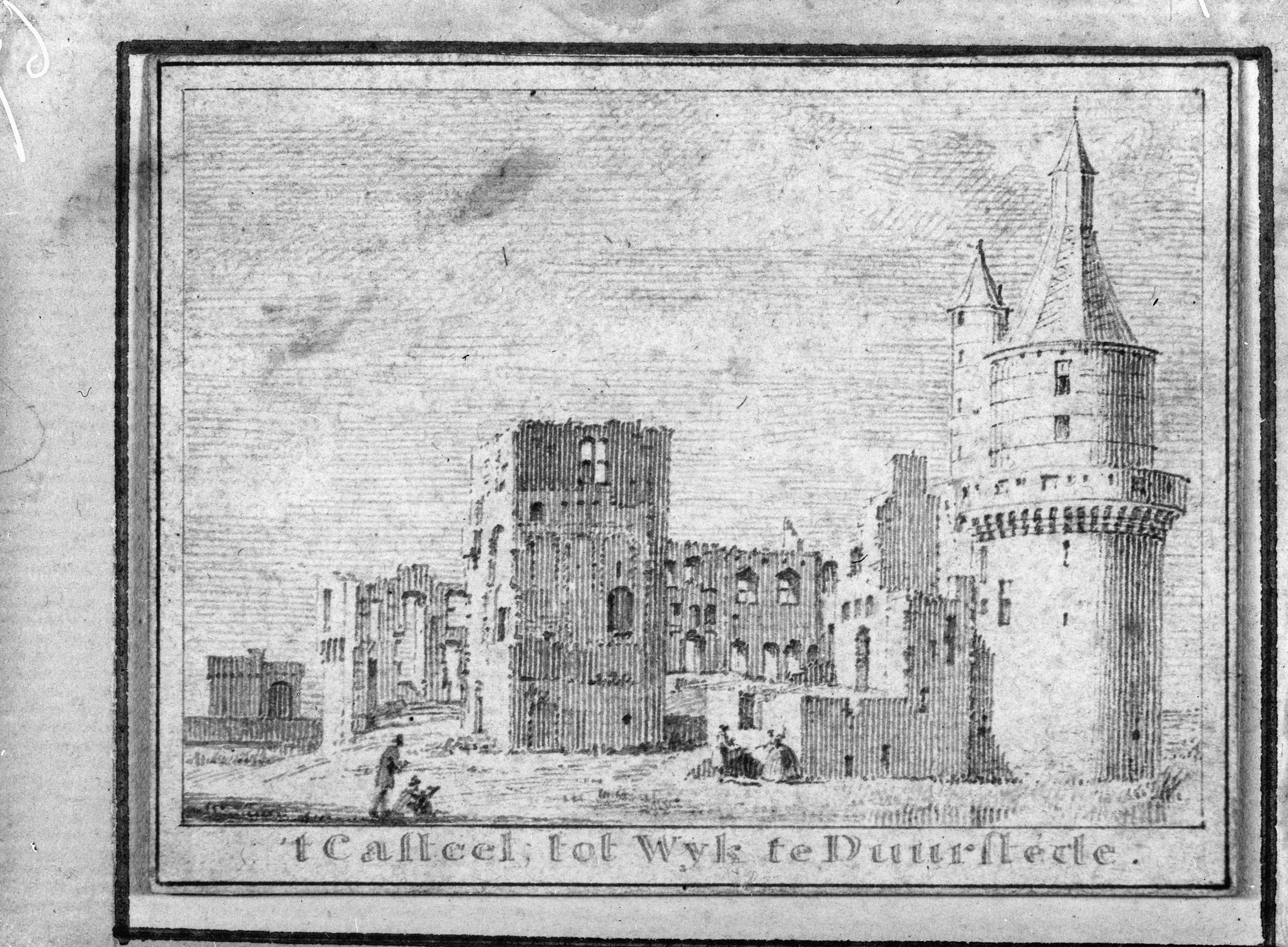
Château d'après dessin à la plume par C. Pronk.
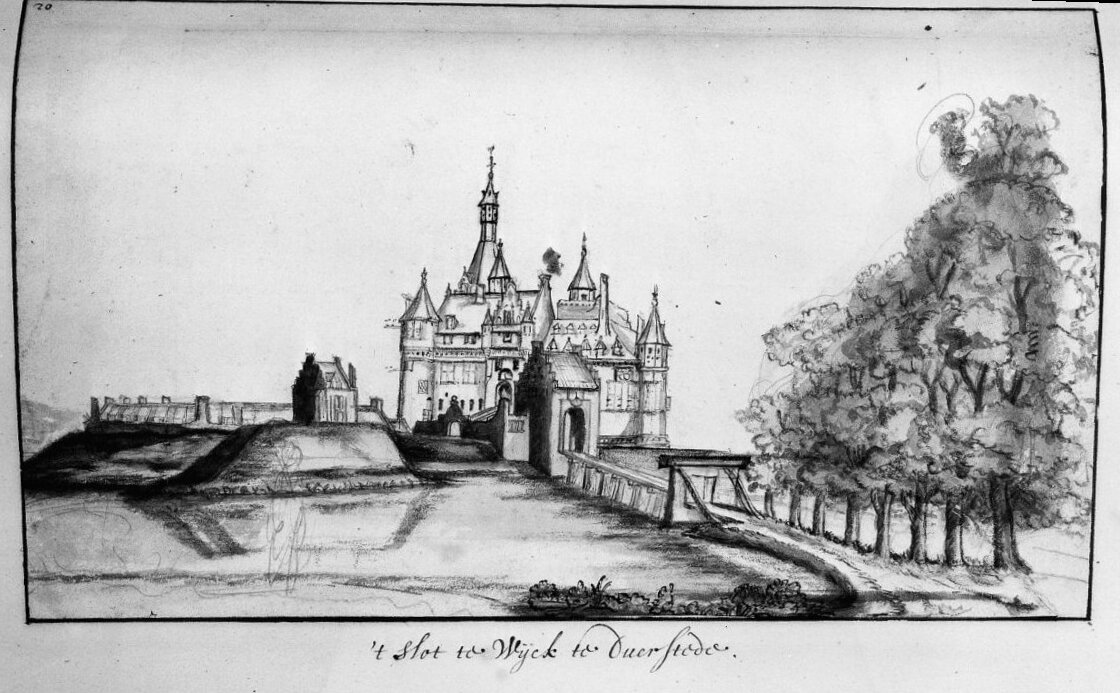
Dessin du XVIIe siècle montrant les défenses bastionnées en terre, conservé aux Archives Provinciales d'Utrecht.

## Sources
- (nl) Fiche du monument national de la Ruinede Wijk Bij Duurstede sur le site web des Monuments nationaux néerlandais
- (nl) Le château de Duurstede sur le site web des Château médiévaux néerlandais (Nederlandse Middeleeuwse Kastelen)
- (nl) Duurstede sur le site web des Châteaux d'Utrecht